# ムリーロ・アントゥネス・アウベス
ムリーロ・アントゥネス・アウベス（Murilo Antunes Alves、1919年8月24日 – 2010年2月15日）は、 ブラジルのジャーナリスト。
サンパウロ大学法学部出身。1953年のTV Record設立に尽力した。
2010年2月15日、90歳でサンパウロにて死去。
| スタブアイコン | サブスタブ | この項目は、まだ閲覧者の調べものの参照としては役立たない、人物に関連した書きかけの項目です。この項目を加筆・訂正などしてくださる協力者を求めています（P:人物伝/PJ:人物伝）。 |